# Raphaël Jéchoux
Raphaël Jechoux, né le 20 mai 1975, est un joueur de rugby à XV évoluant au poste de troisième ligne (1.90 m pour 103 kg).

## Carrière
Avec le Racing club de France
- Championnat de France cadet :
  - Champion (1) : 1992
- Championnat de France junior crabos :
  - Champion (1) : 1994 contre Montpellier
- Championnat de France groupe A2 :
  - Vainqueur (1) : 1998 contre Périgueux

Avec l'université Paris II Pantheon-Assas
- Championnats de France FNSU :
  - Vainqueur (1) : 1997

Avec le Stade Français CASG
- Championnat de France de première division :
  - Champion (2) : 2003 et 2004

### En club
- Racing club de France 1995-1999
- RC Toulon 1999-2000
- USA Perpignan 2000-2002
- Stade français Paris 2002-2006
- Lyon OU 2006-2008

### En équipe nationale
Raphaël Jechoux a connu des sélections en :
- équipe de France unss
- équipe de France des -19 ans
- équipe de France des -21 ans
- équipe de France de rugby à 7

### En équipe des Barbarians
- Air France Sevens Paris  2000